# Луций Вергиний Трикост (военный трибун 402 года до н. э.)
Лу́ций Верги́ний Трико́ст (лат. Lucius Verginius Tricostus; умер после 401 года до н. э.) — римский политический деятель из патрицианского рода Вергиниев, военный трибун с консульской властью 402 года до н. э. Сын консула 435 года до н. э. того же имени.
В 402 году Луций Вергиний, будучи одним из шести военных трибунов, командовал главными силами римской армии, осаждавшей Вейи. Между ним и его коллегой Манием Сергием Фиденатом возникли крайне напряжённые отношения. Поэтому, когда фалиски и капенцы, пришедшие на помощь Вейям, неожиданно напали на отряд Мания Сергия, тот не стал просить Вергиния о помощи, а Вергиний не стал помогать, оправдываясь отсутствием такой просьбы.
Разбитый Сергий бежал в Рим и там во всём обвинил Вергиния; того вызвали в Рим, и дело двух трибунов заслушали в сенате, причём оба открыто в лицо поносили друг друга. Сенат принял решение о досрочном сложении полномочий со всех трибунов этого года. Вергиний и Сергий согласились с этим только под угрозой ареста. Затем оба они были привлечены к суду народными трибунами и приговорены к штрафу в десять тысяч тяжёлых ассов с каждого
Дальнейшая судьба Луция Вергиния неизвестна.